# Superstrada S7
La superstrada S7 (in polacco Droga ekspresowa S7) è una superstrada polacca che attraversa il Paese da nord a sud, da Danzica a Rabka-Zdrój. Fa parte della strada europea E28 da Danzica a Elbląg e anche fa parte della strada europea E77. La costruzione è cofinanziata dall'Unione Europea. La lunghezza totale prevista della S7 è di 720 km, di cui 603 km sono stati costruiti e altri 47 km sono in costruzione, a dicembre 2024.

## Percorso
Viene completato il tratto tra Danzica e Płońsk (275 km). Da Płońsk a Varsavia (59 km) viene utilizzata per il traffico la strada statale 7 a doppia carreggiata costruita negli anni '70 (con semafori e attraversamenti pedonali), che è parzialmente in fase di ricostruzione come parte della S7. Dal luglio 2024, il profilo 2+2 (due corsie per senso di marcia) è previsto su tutta la lunghezza del cantiere di ricostruzione. A Varsavia, la S7 ha una concomitanza parziale con la S2 e la S8.
Da Varsavia a Cracovia (276 km) la superstrada è aperta al traffico, fornendo un collegamento ininterrotto tra le due maggiori città della Polonia. In prossimità dello svincolo di Kraków Mistrzejowice (in costruzione) è aperta al traffico solo una singola carreggiata della S7, con una corsia per senso di marcia.
A Cracovia, la S7 dovrebbe essere instradata sulla circonvallazione orientale e meridionale della città dalla fine del 2025 o dall'inizio del 2026, quando è previsto il completamento dell'ultima sezione della circonvallazione orientale. Fino a quel momento, è invece temporaneamente utilizzatto il percorso attraverso la circonvallazione settentrionale e occidentale di Cracovia (in concomitanza con la S52 e la A4).
Tra Cracovia e Myślenice (25 km) l'attuale strada statale 7 a doppia carreggiata serve e servirà il traffico fino alla futura costruzione completa della S7. Tra Myślenice e Rabka-Zdrój è aperta la S7, che comprende il tunnel di Zakopianka. Nel 2020 è stata annunciata la costruzione di un'estensione a doppia carreggiata della S7 da Rabka-Zdrój al confine polacco-slovacco, che dovrebbe essere completata entro il 2033. Al confine si collegherà alla pianificata superstrada R3.